# العقيقة (المضاربة والعارة)

تعديل مصدري - تعديل

العقيقة هي إحدى قرى عزلة المضاربة بمديرية المضاربة والعارة التابعة لمحافظة لحج، بلغ تعداد سكانها 222 نسمة حسب تعداد اليمن لعام 2004.